# Piotr Miks
Piotr Sławomir Miks (ur. 26 listopada 1943 w Warszawie, zm. 21 grudnia 2020 tamże) – polski muzyk, wokalista, kompozytor, pasjonat sportu.

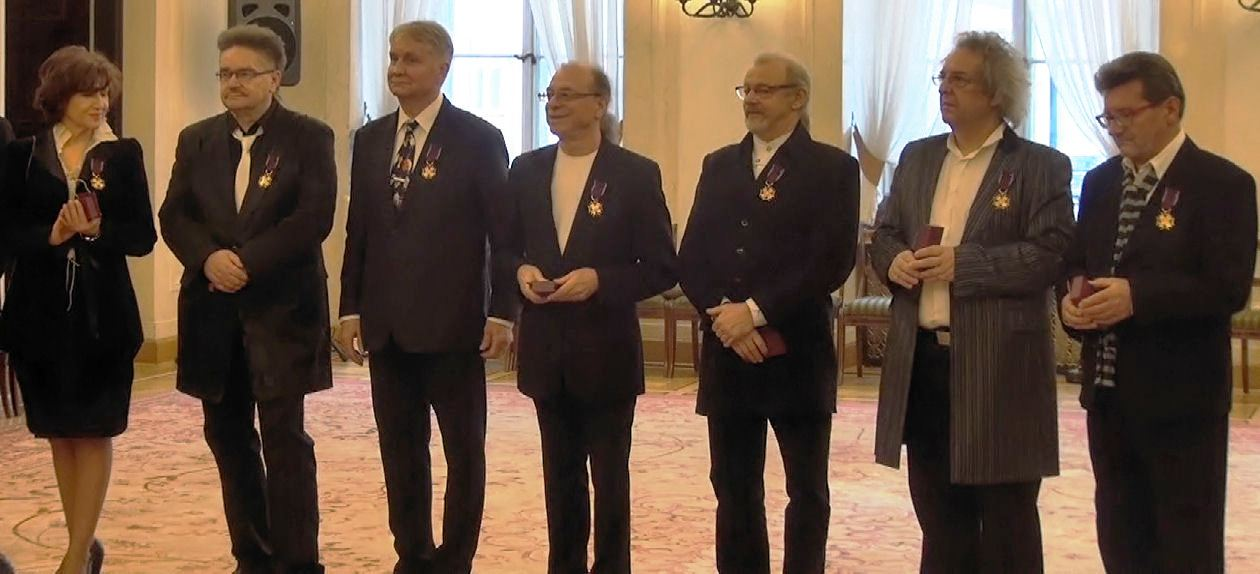
Piotr Miks (trzeci od lewej) podczas wręczania Złotego Krzyża Zasługi (14 stycznia 2014)

## Życiorys
Ukończył w 1963 III Liceum Ogólnokształcące im. gen. Józefa Sowińskiego w Warszawie.
Występy estradowe rozpoczął w 1961 na scenie Młodzieżowego Domu Kultury na Kole w Warszawie, prezentując rock’n’rollowe przeboje z zespołem jazzowym Jurka Galińskiego. W 1962 wziął udział w Festiwalu Młodych Talentów w Szczecinie. Z zespołem Chochoły wystąpił na II Festiwalu Polskiej Piosenki w Opolu w 1964. Współpracował m.in. z zespołami Chochoły, Tajfuny, Pesymiści, Warszawskie Kuranty, Bardowie i Dylemat. Był założycielem i liderem zespołów: Zielono-Czarni oraz Wehikuł Czasu.
Od 1993 organizował imprezy muzyczne promujące polską muzykę rock'n'roll-ową (głównie w Klubie Stodoła oraz w Centrum Łowicka). 
W 2000 założył zespół Zielono-Czarni, a w 2003 reaktywował grupę Dylemat. Współpracował z Mirą Kubasińską i Katarzyną Sobczyk. 
Piotr Miks był producentem płyt: Warszawski Rock’n’Roll lat 60., Zielono-Czarni i Mira Kubasińska – „Z nami rock’n’roll” oraz Ewa Skrzypek / Piotr Miks – „Ogień to my”, wydaną przez Polskie Nagrania.

## Życie prywatne
Od 1972 żonaty z Ireną z domu Wrońską, miał dwie córki: Izabellę Lucynę Miks-Kożuchowską i Dominikę Annę Miks. 

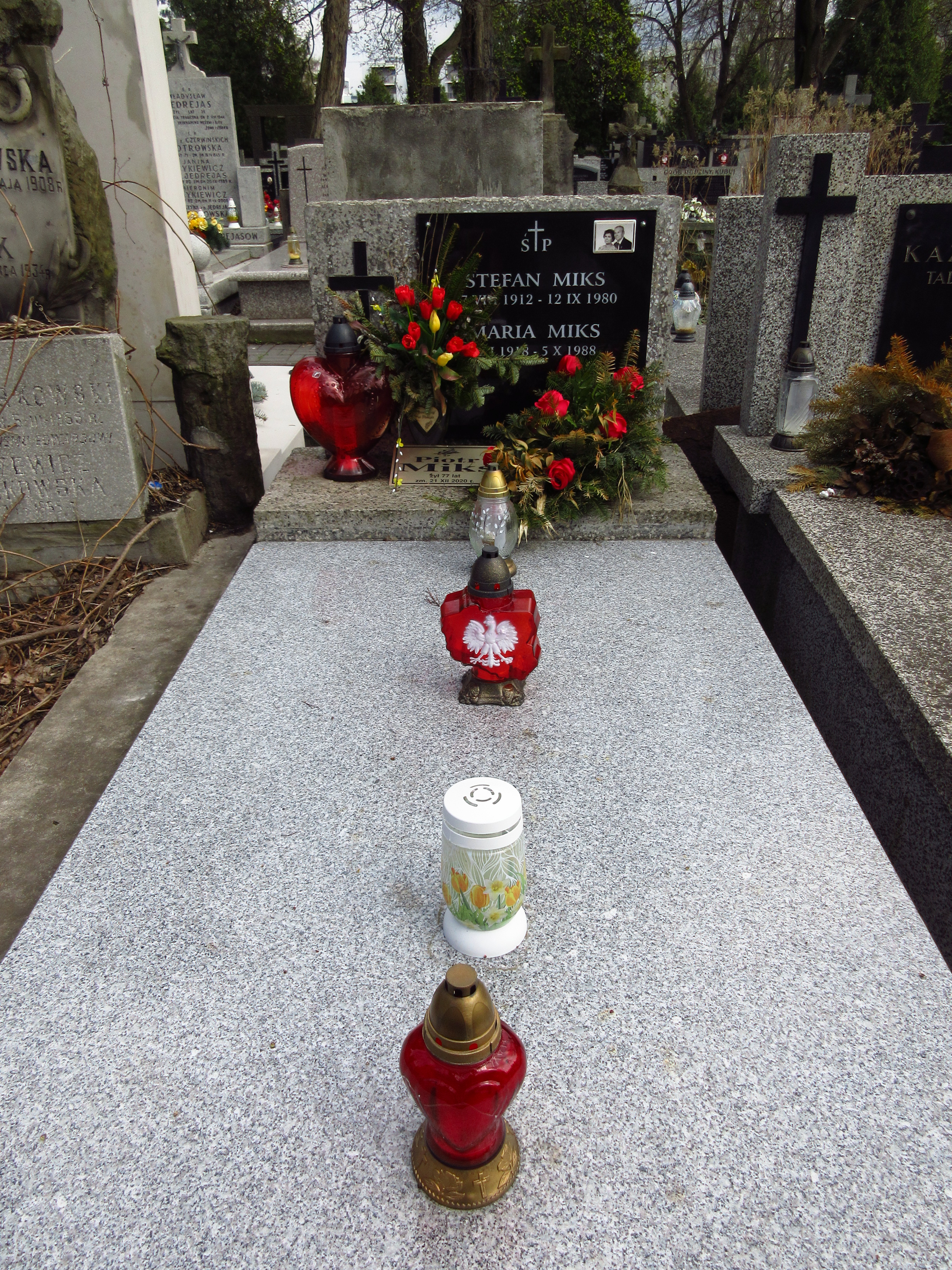
Grób Piotra Miksa na cmentarzu Bródnowskim w Warszawie

W latach 1967–1985 grał w rugby w warszawskich klubach Orzeł i Skra, a w latach 1997–1998 ukończył dwa Maratony Warszawskie i Maraton Pucki. Jeździł na nartach, pływał, grał w tenisa stołowego i ziemnego.
Zmarł w Warszawie, pochowany 30 grudnia 2020 na cmentarzu Bródnowskim (kwatera 7B-4-20).

## Odznaczenia
- Złoty Krzyż Zasługi (11 kwietnia 2013)[8][9]
- Brązowy Medal „Zasłużony Kulturze Gloria Artis” (10 lipca 2018)[10]
- Srebrny Medal Budowlanego Klubu Sportowego „Skra” z okazji 30-lecia sekcji rugby (1993)

## Nagrody
- 2011 – Nagroda Południa przyznana przez gazetę „Południe” za promocję polskiej muzyki rozrywkowej[11]
- 2017 – Wyróżnienie podczas Festiwalu Polskiej Piosenki w Chicago Copernicus Center